# Lauretta Bender
Lauretta Bender (Butte, 1897-1987) fue una neuropsiquiatra estadounidense conocida por ser la creadora del Test Gestáltico Visomotor de Bender. Recibió grados y maestrías en biología de la Universidad de Chicago, trabajó en el Hospital Bellevue de la ciudad de Nueva York de 1930 a 1956. 
Bender comenzó a interesarse en el desarrollo de trastornos del lenguaje y problemas de aprendizaje y sus causas, cuando estaba en tercer grado, en torno a la edad de ocho años, debido a que su escritura era pobre y su lectura lenta, fue examinada por las autoridades escolares puesto que presentaba dificultades y trataron de obligarla a regresar a segundo grado.
El test gestáltico visomotor de Bender se utiliza para evaluar la función guestáltica visomotora, tanto en niños como en adultos. Mediante éste se puede detectar retraso en la maduración, madurez para el aprendizaje, diagnosticar lesión cerebral y retraso mental. En los adultos permite detectar lesión cerebral y dificultades perceptuales o visomotoras. En niños y adultos se pueden evaluar algunos aspectos emocionales, su administración consta entregarle al sujeto 9 hojas en blanco de tamaño carta con un lápiz oscuro, adicionalmente se le presenta en forma sucesiva una colección de 9 figuras geométricas para que las reproduzca teniendo el modelo a la vista. Bender encontró que la mayoría de los niños, a los once años, son capaces de copiar las nueve figuras sin errores.